# Parc national des colonnes de la Léna
Le parc national des colonnes de la Léna (en russe : Национальный парк Ле́нские столбы́) est un site naturel inscrit en 2012 au patrimoine mondial, situé  en république de Sakha, l'un des sujets de la fédération de Russie. Il était auparavant un parc naturel, avant d'obtenir le 06 août 2018 le statut de parc national russe.

## Description
Le site est marqué par de spectaculaires colonnes de pierre naturelles d'environ 200 m de haut, le long d'une partie du cours du fleuve Léna en Yakoutie. 
Les colonnes ont été formées par un phénomène d'érosion — appelé cryoclastie — à cause du climat hypercontinental et de ses énormes amplitudes thermiques (environ 100 °C) entre l'hiver et l'été. Sous l'action du gel et du dégel, l'eau qui pénètre à partir de la surface, creuse de profondes ravines qui ont peu à peu isolé les parties plus dures de la roche, formant ainsi ces « colonnes ».
Le parc présente également de nombreux fossiles datant, pour certains, du Cambrien.

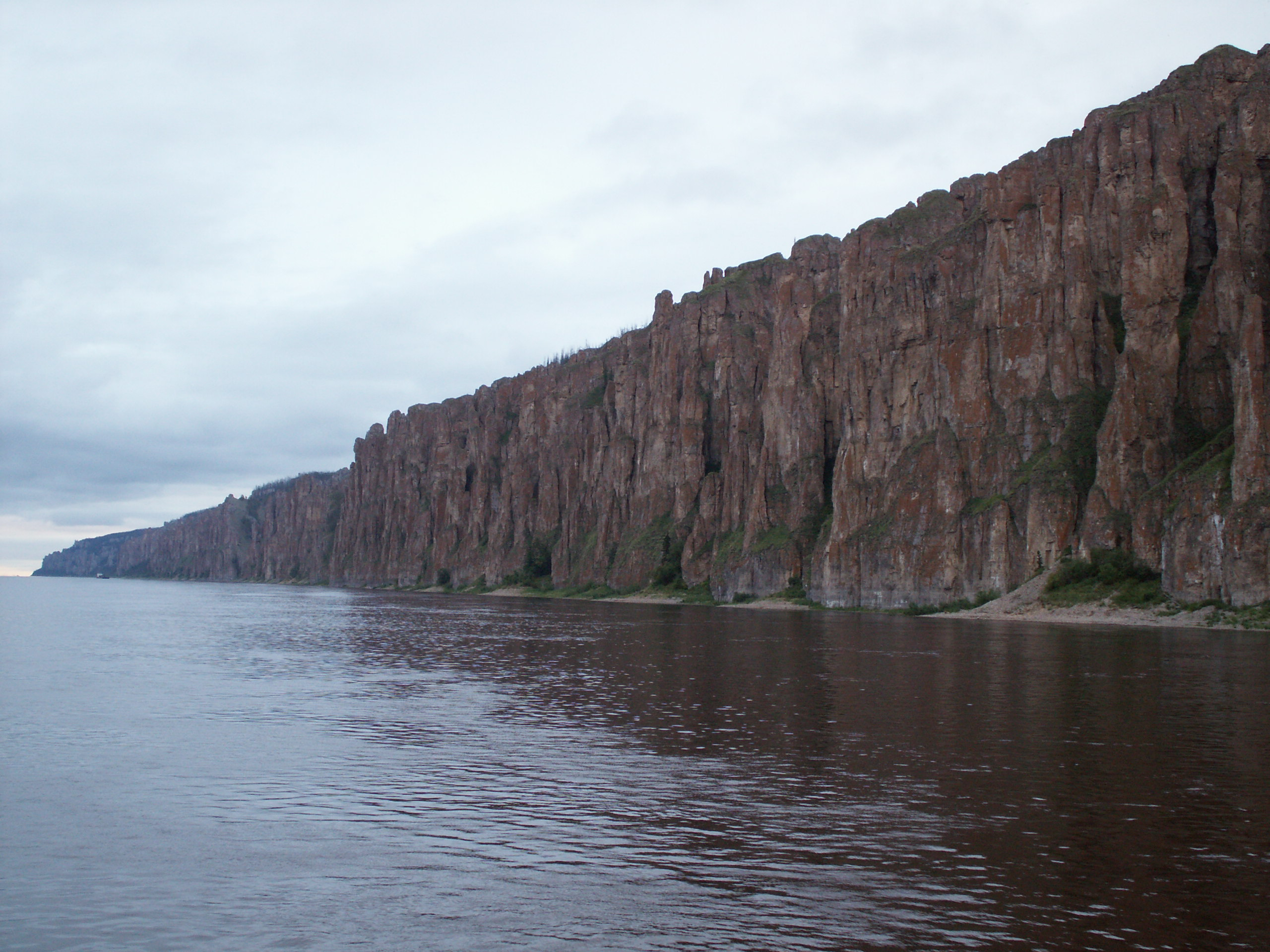
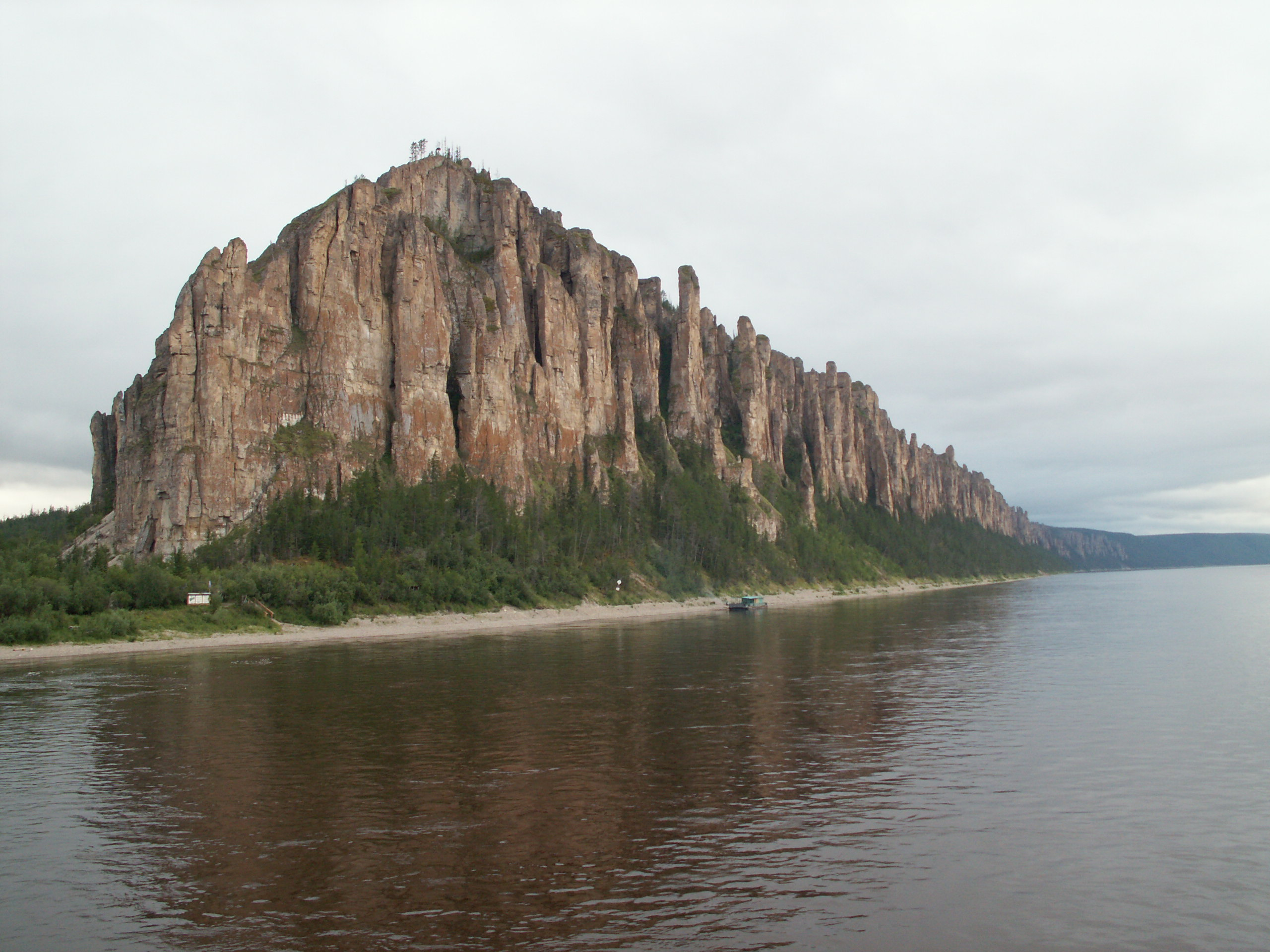
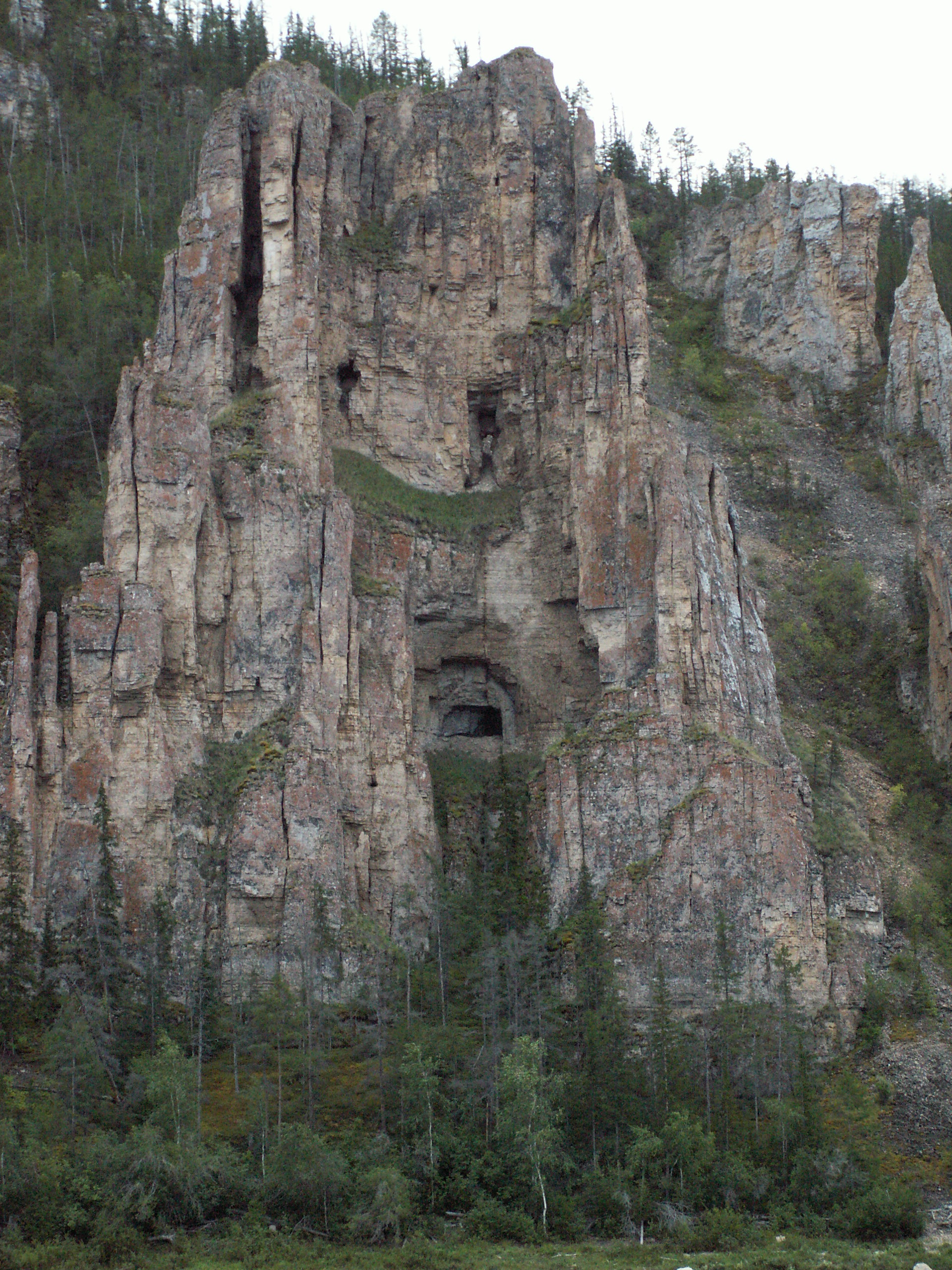
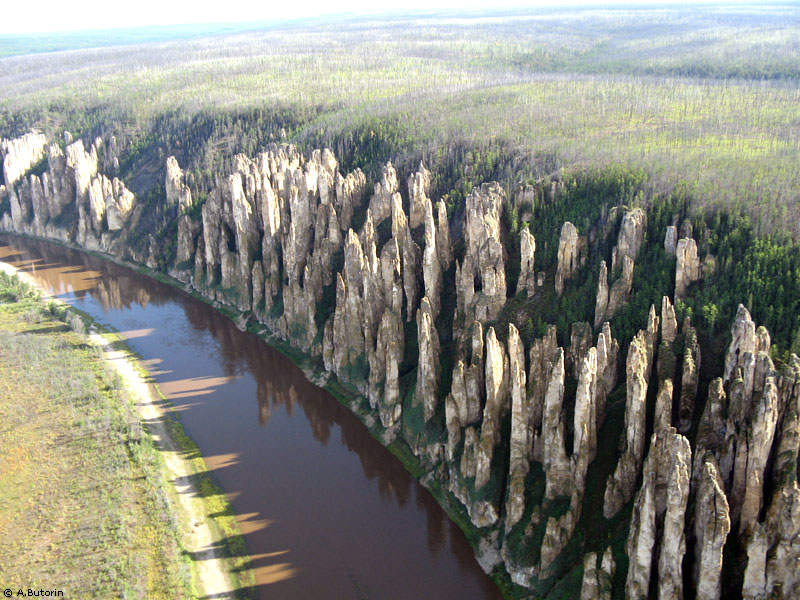
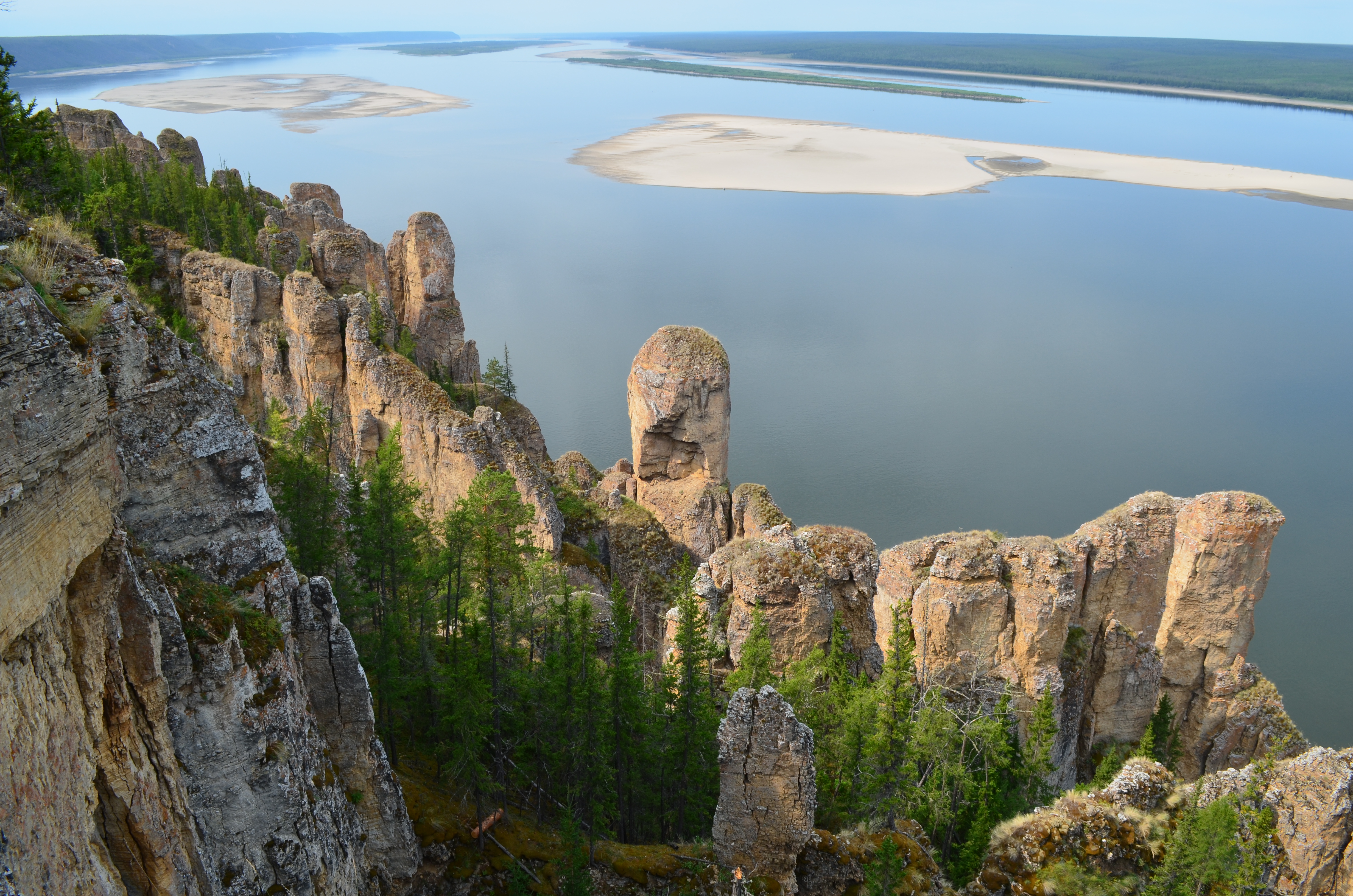
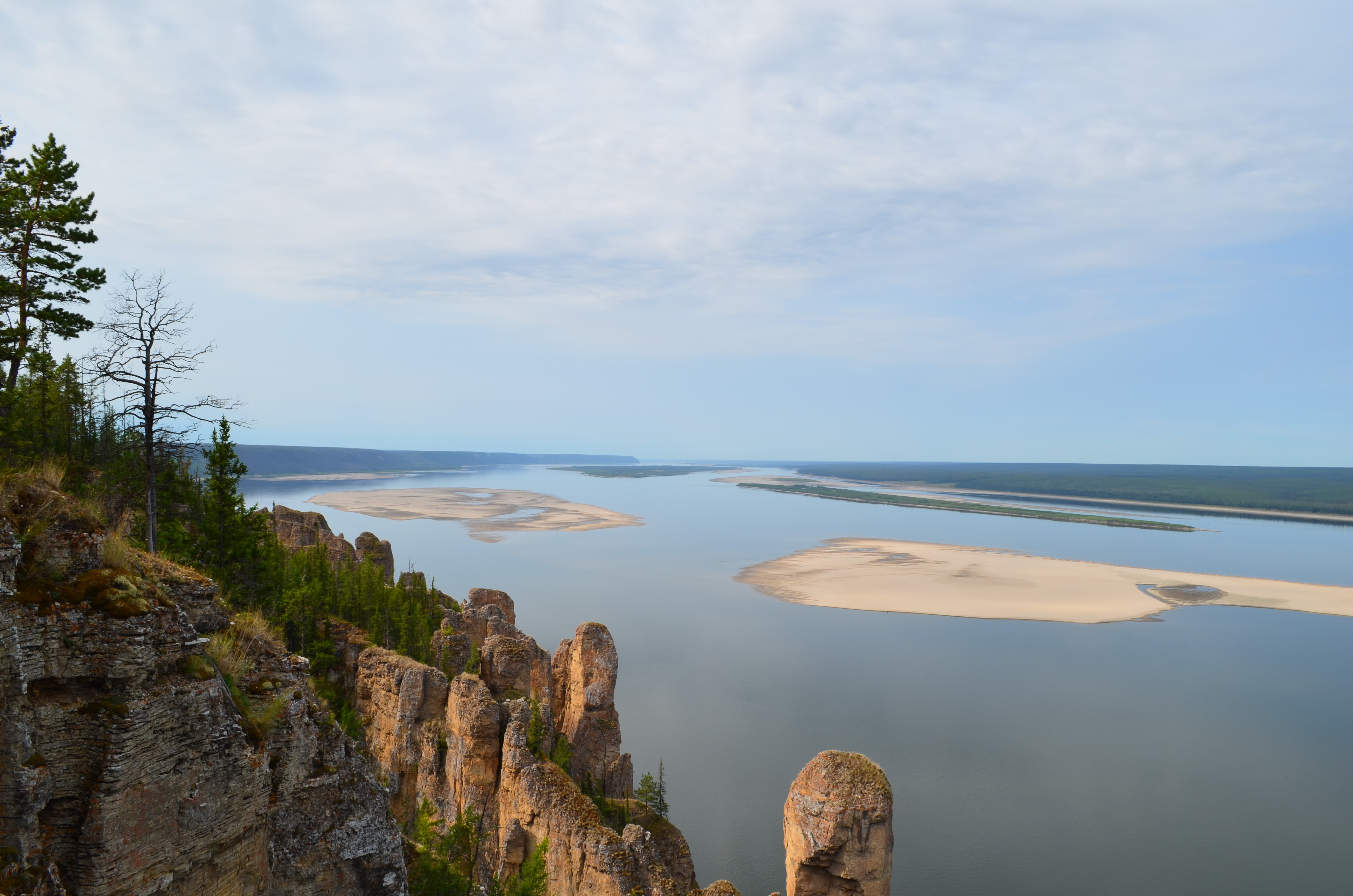